# Francisca de Orleães (1844–1925)
Francisca Maria Amélia de Orleães (em francês: Françoise Marie Amélie d'Orléans; Neuilly-sur-Seine, 14 de agosto de 1844 — Vineuil-Saint-Firmin, 28 de outubro de 1925), foi uma princesa francesa da Casa de Orléans, filha mais velha de Francisco, Príncipe de Joinville e de sua esposa Francisca do Brasil, sendo assim neta do imperador Pedro I do Brasil e do rei Luís Filipe I de França.

## Biografia

### Família
Nascida no Castelo de Neuilly em 14 de agosto de 1844, Francisca de Orleães era neta paterna de Luís Filipe I, rei dos franceses, e de sua esposa Maria Amélia das Duas Sicílias. Francisca de Orleães, apelidada de Chiquita, era filha, única menina, de Francisco, príncipe de Joinville e de sua esposa Francisca do Brasil, filha do imperador Dom Pedro I. Embora uma "criança bonita" na infância, a princesa se desenvolveu em uma "pequena sulista de aparência selvagem", de acordo com seu tio, Leopoldo I, rei dos Belgas.

### Casamento
Casou-se em 11 de junho de 1863, em Kingston upon Thames, Reino Unido, com seu primo-irmão, Roberto, duque de Chartres, segundo filho de Fernando Filipe, duque de Orleães. Como Roberto encontrava-se exilado, o casal foi viver em Ham, um subúrbio de Londres, onde nasceram quatro de seus cinco filhos.

### Morte

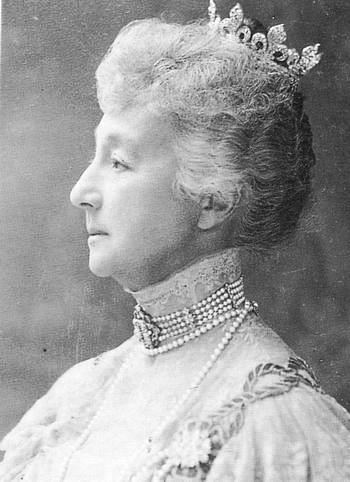
A Duquesa de Chartres em 1922.

Ela morreu no Castelo de Saint-Firmin, em Vineuil-Saint-Firmin, em 28 de outubro de 1925, aos 81 anos de idade. Seu corpo foi sepultado na Capela Real de Dreux.

### Descendência
| Nome      | Nascimento | Falecimento | Notas |
| --------- | ---------- | ----------- | --- |
| Maria     | 1865       | 1909        | Casou-se com o príncipe Valdemar da Dinamarca, filho do rei Cristiano IX e de Luísa de Hesse-Cassel, com descendência.                                                                    |
| Roberto   | 1866       | 1885        | Morreu aos 19 anos. |
| Henrique  | 1867       | 1901        | Não se casou. |
| Margarida | 1869       | 1940        | Casou-se com Marie Armand Patrice de Mac Mahon, duque de Magenta, filho de Patrice Mac-Mahon, presidente de França, e de Élisabeth de La Croix de Castries, com descendência.             |
| João      | 1874       | 1940        | Duque de Guise, pretendente orleanista ao trono francês. Casou-se com a princesa Isabel de Orléans, filha de Luís Filipe, Conde de Paris, e de Maria Isabel de Orléans, com descendência. |